# Roland Audenrieth
Roland Audenrieth, né le 2 juillet 1979, est un sauteur à ski allemand.

## Biographie
Membre du club de ski de Partenkirchen, il signe son meilleur résultat individuel dans la Coupe du monde en janvier 1998 avec une dixième place à Zakopane pour son deuxième concours à ce niveau.
En 1999, il obtient son meilleur classement général dans la Coupe du monde (51e) et gagne aussi la Coupe continentale qui est le niveau juste en dessous. C'est dans cette compétition qu'il s'illustre pour la dernière fois en 2003, en remportant le concours d'Ishpeming. Il arrête de concourir internationalement cette année.

## Palmarès

### Coupe du monde
- Meilleur classement général : 51e en 1999.
- Meilleur résultat individuel : 10e.

#### Classements généraux
| Compet'/Année | Compet'/Année | Classement général | Classement général |
| ------------- | ------------- | ------------------ | ------------------ |
| Compet'/Année | Compet'/Année | Class.             | Points             |
| 1998          | 1998          | 60e                | 26                 |
| 1999          | 1999          | 51e                | 43                 |
| 2001          | 2001          | 57e                | 29                 |

### Coupe continentale
- Vainqueur du classement général en 1999.
- 5 victoires individuelles.